# Сарыглар, Евгений Викторович
САРЫГЛАР Евгений Викторович — Народный хоомейжи Республики Тыва [2013]
Евгений Сарыглар — Народный хоомейжи РТ, артист Тувинского национального оркестра [с 2007 по настоящее время]. Родился Евгений Викторович 27 января 1980 года п. Кызыл-Мажалык, Барун-Хемчикского района РТ. Выпускник РОМХШИ (Республиканская образовательная музыкально-художественная школа) им. Р.Кенденбиля.
Во время учебы в РОМХШИ (1987—1996 г.г.) был солистом ансамбля «Эртине» и «Сайзанак», показал себя как ученик с большим творческим потенциалом. А будучи студентом отделения национальных инструментов Кызылского училища искусств им. А. Б. Чыргал-оола (1996—1999), был солистом фольклорного ансамбля «Чангы-Хая». После окончания учебы Сарыглар Е. В. представлял тувинское горловое пение на различных Международных фестивалях в сольном исполнении, а так же в составе ансамблей «Саяны» и ВИА «Аян».
С 2001 по 2007 годы работал в художественным руководителем фольклорно-этнографического ансамбля «Тыва». Ансамбль под его руководством активно участвовал в культурной жизни республики, а так же выступал за его пределами во многих престижных фестивалях и концертах.
В 2007 году Евгений Сарыглар был принят на работу в качестве солиста и артиста Тувинского национального оркестра (2003). За период работы Сарыглар Е. В. показал себя как талантливый артист, с глубоким творческим потенциалом. Евгений Сарыглар владеет игрой на многих тувинских национальных инструментов: игил, бызаанчы, дошпулуур, хомус и ударные инструменты. Он не только лучший испонитель, но и талантливый аранжировщик и носитель народных песен. В репертуаре оркестра Сарыглар Е. В. является солистом многих произведений и песен (т. н.п. «Хомузум», Э. Дамдын «Аъттаныпкаш чоруулунар», О. Тюлюш «Кожээлер»).
Достижении Сарыглар Е,В.:
Сарыглар Евгений Викторович — виртуозный исполнитель всех стилей горлового пения.
Женат, отец 3-х детей

## Награды и звания
Лауреат Международного фестиваля «Хоомей-95» (1995)
Лауреат фестиваля детского творчества «Российский восход» в составе анс.«Эртине» (1995; 1996 г.г.)
Лауреат Республиканского фестиваля живой музыки и веры «Устуу-Хурээ» в номинации «Лучший исполнитель хоомей», и «Лучший инструменталист» (1999 г.)
Дипломант Межрегионального фольклорного фестиваля г. Красноярск (2000 г.)
Лауреат Республиканского этно-фестиваля «Игил Ак-оола» (2002 г.)
Лауреат Международного фестиваля «Дембилдей» (2002 г.)
Гран-При фестиваля живой музыки и веры «Устуу-Хурээ» (2002)
Дипломант в номинации «Инструменталист года» за достигнутые успехи в области культуры и искусства за 2002 г.
Гран-При Международного фестиваля «Мелодии Востока» при ЮНЕСКО г.Самарканд (2003 г.)
Лауреат Всероссийского конкурса артистов эстрады г.г. Новосибирск, Москва (2003 г.)
Лауреат I степени  Межрегионального фестиваля горлового пения «Алтын-Тайга» (2006 г.)
Лауреат Регионального фестиваля героического эпоса «Ынархас» (2006 г.)
За высокие достижения в области культуры Сарыглар Е.В. был награжден почетной грамотой Палаты Представителей Великого Хурала РТ.
В 2022 году стал победителем III Международного конкурса "Хомусист - Виртуоз Мира" В Якутске.
Народный хоомейжи РТ (2013 г.)